# Municipio de Middleport
El municipio de Middleport (en inglés: Middleport Township) es un municipio ubicado en el condado de Iroquois en el estado estadounidense de Illinois. En el año 2010 tenía una población de 4375 habitantes y una densidad poblacional de 46,3 personas por km².

## Geografía
Según la Oficina del Censo de los Estados Unidos, el municipio tiene una superficie total de 94.49 km², de la cual 94,25 km² corresponden a tierra firme y (0,25 %) 0,24 km² es agua.

## Demografía
Según el censo de 2010, había 4375 personas residiendo en el municipio de Middleport. La densidad de población era de 46,3 hab./km². De los 4375 habitantes, el municipio de Middleport estaba compuesto por el 94,35 % blancos, el 0,94 % eran afroamericanos, el 0,14 % eran amerindios, el 0,66 % eran asiáticos, el 2,15 % eran de otras razas y el 1,76 % eran de una mezcla de razas. Del total de la población el 4,32 % eran hispanos o latinos de cualquier raza.